# Безродная, Юлия
Ю́лия Безро́дная (настоящее имя Юлия Ивановна Яковлева, в замужестве Виленкина; декабрь или май 1858, Васильков, Киевская губерния — 3 (16) июня 1910, Двинск) — русская писательница, драматург и публицистка. Автор ряда повестей и романов, а также детских рассказов и сказок.
Бо́льшую часть произведений опубликовала под псевдонимом Юлия Безродная. Была первой женой литератора-символиста Н. М. Минского (Виленкина).

## Жизнь

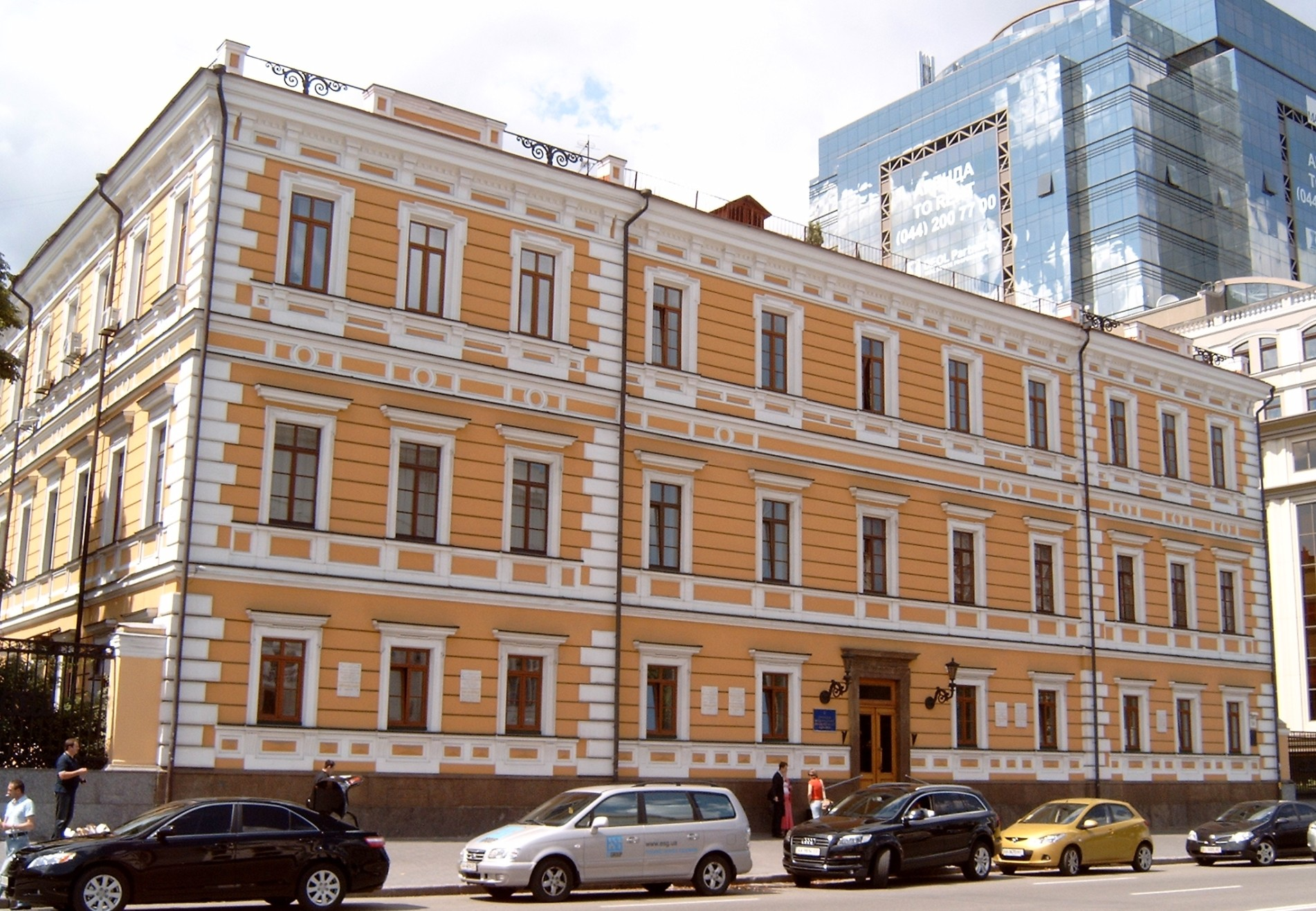
Здание киевского пансиона Левашовой (ныне — президиум Академии наук Украины)

Юлия Яковлева родилась в мае (по другим данным — декабре) 1858 года в уездном городе Василькове Киевской губернии в семье чиновника. Рано осиротела и в 1869 году была отдана родственниками в киевский пансион графини Е. В. Левашовой — частное учебное заведение для девочек из бедных дворянских семей, содержавшееся на средства вдовы киевского генерал-губернатора В. В. Левашова. Окончила пансион в 1875 году.
В 1878 году переехала в Санкт-Петербург, где поступила на историко-филологическое отделение открывшихся незадолго до того Бестужевских курсов. Среди преподавателей Яковлевой были такие видные российские учёные, как А. Н. Веселовский, В. С. Соловьёв, Ю. Э. Янсон.
Во время учёбы на курсах, которые она окончила летом 1882 года, Яковлева, уже начавшая к тому времени публиковаться в петербургской периодике, завела достаточно широкие знакомства в среде столичной творческой интеллигенции. Придерживаясь народнических взглядов, примкнула к литературному кружку Н. К. Михайловского.

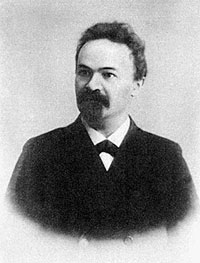
Н. М. Минский — муж Ю. И. Яковлевой

8 сентября 1882 года вышла замуж за поэта, публициста и философа Н. М. Минского, став первой из трёх его супруг. Последний, будучи иудеем по рождению, заблаговременно принял православие с тем, чтобы обеспечить возможность церковного бракосочетания. В. М. Гаршин, бывший гостем на свадьбе Яковлевой и Минского, упомянул об этом событии на следующий день в письме к своей будущей жене Н. М. Золотиловой:
Вчера обвенчали жидовско-российскую свадьбу: всё было очень хорошо, только выпито было (не мною) немного больше, чем следовало…
В замужестве Яковлева приняла двойную фамилию, став Яковлевой-Виленкиной — по настоящей фамилии супруга. Их союз с Минским продолжался менее полутора десятилетий. Известно, что уже в 1896 году последний жил в гражданском браке с поэтессой Л. Н. Вилькиной, а в 1905 году его брак с Вилькиной был оформлен официально.

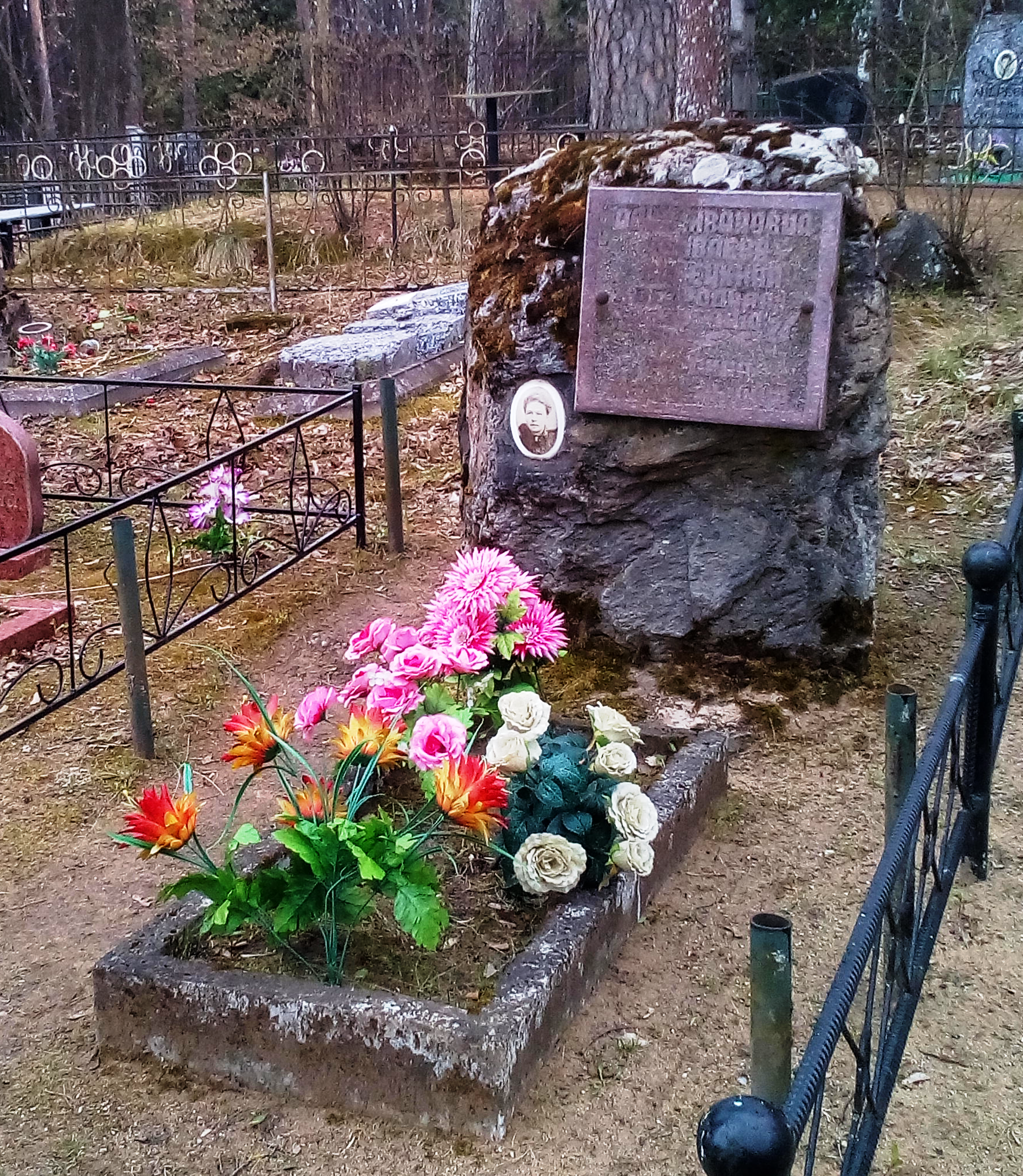
Могила Ю. И. Яковлевой в Даугавпилсе

Собирая материалы для публицистических работ, Яковлева периодически путешествовала по стране. Известно о поездке на Дальний Восток, предпринятой ею в 1904 году незадолго до начала русско-японской войны.
В начале лета 1910 года, находясь в Двинске, писательница была госпитализирована и 3 июня направлена на хирургическую операцию, после которой скончалась. Несмотря на то, что Яковлева к этому времени прошла пик своей популярности как автор, ряд периодических изданий посвятил её кончине заметки и некрологи. Так, в публикации газеты «Русское утро» от 18 июня 1910 года говорится:
Почта принесла известие о кончине небезызвестной русской писательницы Юлии Ивановны Яковлевой, писавшей под псевдонимом Юлии Безродной. Произведения почившей печатались в лучших русских журналах и в своё время имели довольно значительный круг поклонников. Юлия Безродная скончалась на 52 году, после тяжёлой операции, в больнице г. Двинска
Похоронена на православном кладбище города Двинска (ныне Даугавпилс). На могиле установлен гранитный памятник с надписью «Юлия Ивановна Яковлева-Виленкина (Безродная), 1859—1910, русская писательница».

## Творчество

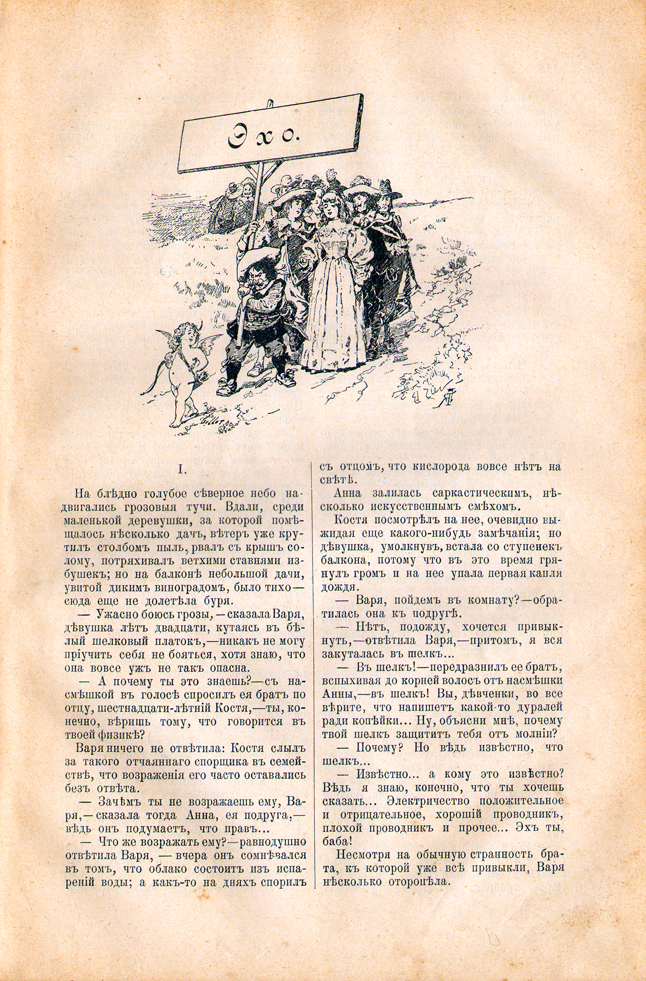
Первая страница рассказа «Эхо», опубликованного в журнале «Артист», 1894 год

Писать Яковлева начала ещё в Киеве, вскоре после окончания пансиона. Однако её попытки публиковаться в местной печати оказались неудачными. Литературный дебют Яковлевой состоялся уже в Санкт-Петербурге, когда в 1878 году в научно-популярном журнале «Свет» была напечатана её повесть «На чистый воздух», посвящённая провинциальной жизни. Повесть вызвала некоторый интерес критики, отметившей бойкость пера начинающей писательницы и неплохое знание ею человеческих характеров.
С начала 1880-х годов её повести, романы, рассказы и очерки стали публиковаться во многих литературных журналах и альманахах, таких, как «Вестник Европы», «Мир Божий», «Новое слово», «Русская мысль», «Русское богатство», «Северный вестник». Отдельные произведения печатались в столичных и региональных газетах, в том числе в «Санкт-Петербургских ведомостях», «Саратовском дневнике», «Руси», «Юге». Также Яковлева сотрудничала с детскими изданиями, в частности, с журналами «Игрушечка» и «Юный читатель», сочиняя для них рассказы и сказки. Бо́льшая часть произведений, как «взрослых», так и детских, была опубликована под псевдонимом «Юлия Безродная».
В 1892 году в Санкт-Петербурге вышел в свет первый сборник её работ, получивший название «Офорты». В него вошли произведения различного жанра: повести, рассказы, сказки. В 1895 и 1896 годах были изданы сборники, включавший исключительно детские произведения: «Звери и люди» и «Малым ребятам. Рассказы и стихи», соответственно. Отдельными изданиями выходили повести «Гордиев узел» и «Сёстры», пьеса «Жемчужное ожерелье», некоторые рассказы.

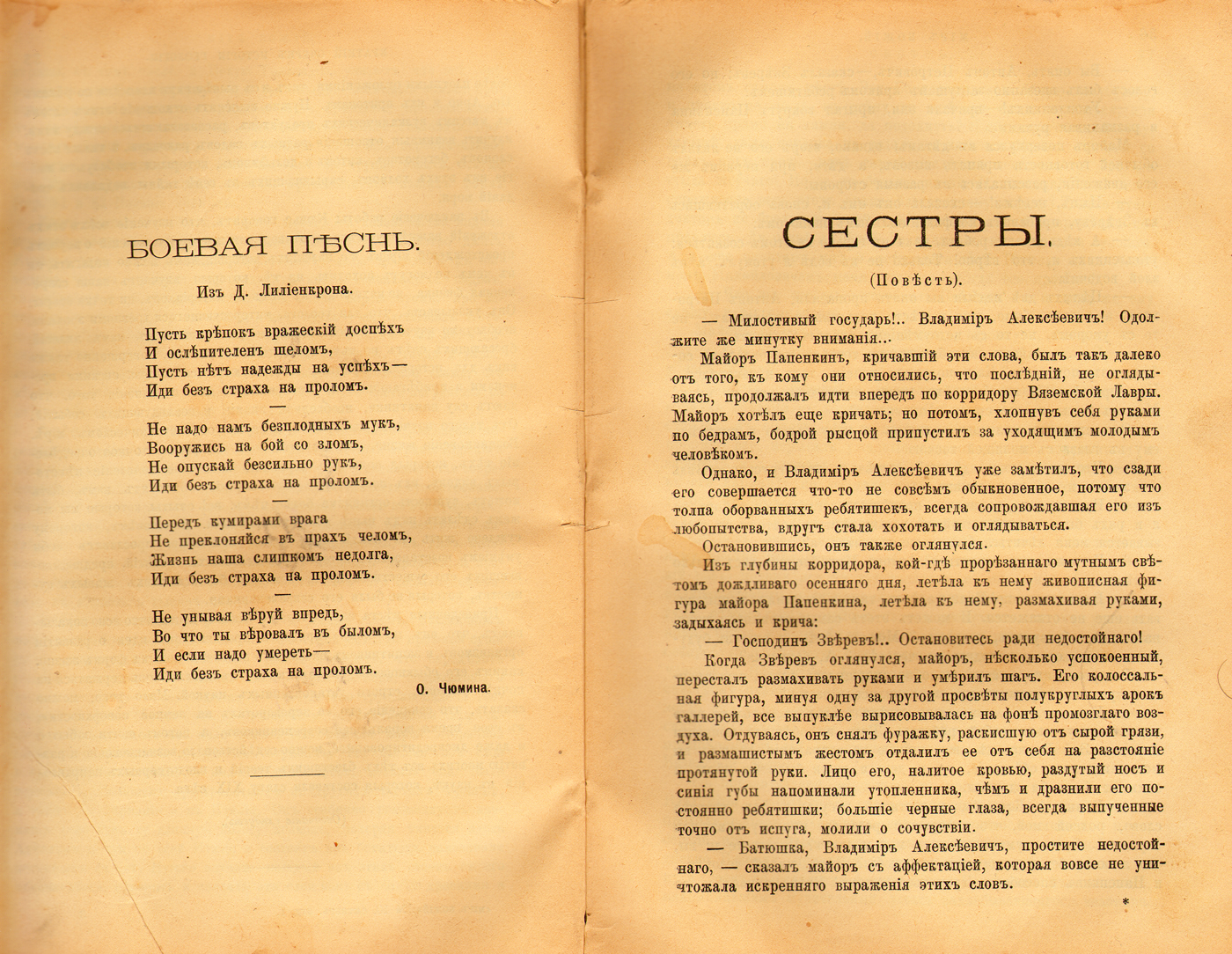
Первая страница повести «Сёстры», опубликованной в журнале «Мир Божий», 1901 год

В целом интерес критики к работам Безродной был не слишком значительным. Некоторые авторитетные авторы относились к ним с откровенным скепсисом. Известно, в частности, о рецензии К. Д. Бальмонта на её рассказы в «Русских ведомостях». При этом в одном из писем своей первой жене Л. М. Гарелиной Бальмонт отозвался о рассказах Юлии Безродной как о «дребедени»:
Мне приходилось в это время читать разную дребедень, рассказы Юлии Безродной (жены Минского), стихи Червинского, немецкую книжку об Ибсене и новый роман Доде «Rose et Ninette»…

Письмо от 3 марта 1892 года
О сборнике «Офорты» в журнале «Северный вестник» (1892, № 9) отозвался также известный модернистский критик Аким Волынский:95.
К числу успехов относится премирование пьесы Безродной «Русалки» на конкурсе петербургского Театра литературно-художественного общества. Однако после первой же постановки эта пьеса была изъята из театрального репертуара по распоряжению Министерства внутренних дел.

## Основные публикации
- Безродная Ю. Офорты. Повести, этюды, сказки. — СПб., 1892
- Безродная Ю. Звери и люди. I. Великодушный Голиаф. — М., 1895; 1911
- Безродная Ю. Малым ребятам. Рассказы и стихи. — М., 1896
- Безродная Ю. Гордиев узел. — СПб., 1899
- Безродная Ю. Сёстры. Повесть. — СПб., 1901
- Безродная Ю. Жемчужное ожерелье. — СПб., 1902
- Безродная Ю. В избе. Рассказ. — СПб., 1905[12].